# NGC 5506
NGC 5506 (również PGC 50782 lub UGCA 387) – galaktyka spiralna (Sa/P), znajdująca się w gwiazdozbiorze Panny. Odkrył ją William Herschel 15 kwietnia 1787 roku. Należy do galaktyk Seyferta.